# Gabriel Joaquim dos Santos
Gabriel Joaquim dos Santos (13 de maio de 1892, São Pedro da Aldeia, RJ – 03 de março de 1985) foi um artista popular brasileiro, mestre na arquitetura espontânea, natural da cidade de São Pedro da Aldeia. Sua principal obra foi a Casa da Flor, ícone da arquitetura espontânea e conjunto cultural tombado pelo IPHAN e INEPAC.

## Biografia
Era um homem pobre, filho de uma índia e de um ex-escravo africano, trabalhador das salinas da região, e nunca frequentou a escola. Entre os anos de 1912 e 1985, construiu uma casa que é considerada um símbolo da arquitetura espontânea, a Casa da Flor, na cidade de São Pedro da Aldeia, RJ. Utilizou em sua construção materiais recolhidos no lixo e refugos de construções, que cuidadosamente acrescentava à sua obra espontânea.
Iniciou a construção da casa em 1912, e em 1923, sonhou com a imagem de um enfeite em sua casa. Começou aí uma tarefa que realizaria até morrer: usar o lixo abandonado nas estradas, garimpar cacos de cerâmica, de louça, de vidro, de ladrilhos e de outros objetos considerados imprestáveis para o uso: lâmpadas queimadas, conchas, pedrinhas, correntes, tampas de metal, manilhas, faróis de automóveis... Criava flores, folhas, mosaicos, cachos de uvas, colunas e esculturas fantásticas, que fixava dentro e fora da casa.
Gabriel aprendeu a ler aos 36 anos com um menino, seu vizinho, depois que tomou a iniciativa de pedir-lhe ajuda.
Gabriel pode ser incluído, com sua única e poética obra, entre os artistas/arquitetos como Ferdinand Cheval, na França, Antoni Gaudí, em Barcelona, Antônio Virzi, no Rio de Janeiro, com sua arquitetura orgânica e surreal.

### Família
Seu pai, Benevenuto Joaquim dos Santos, nascido em 1842 e falecido aos 90 anos em 1 de junho de 1932, era um homem negro escravizado, alto magro e de cabelos lisos. Leopoldina Maria da Conceição, sua mãe, era filha filha de uma índia, possuía cabelos lisos e muito longos e era gorda, baixa e bondosa. Leopoldina nasceu em 1848 e morreu as 84 anos, dias após a morte de seu companheiro em 18 de junho de 1932.
Gabriel possuía onze irmãos, sendo cinco homens e seis mulheres: Bernardino, Ezequiel, Quintina, Felipe, Sincera, Maria Rosa, Apolinária, Paulina, Estanislaura, Manuel e Antônio. Totalizando doze filhos do casal.

### Casa da Flor
A Casa da Flor, aberta ao público e gerida pelo Instituto Cultural Casa da Flor, fez parte da mostra brasileira JUNTOS na Bienal de Arquitetura de Veneza de 2016.
Atualmente a Casa da Flor é zelada pelo sobrinho de Gabriel, Valdevir Soares dos Santos, que relembra com carinho a história do tio aos visitantes.
De acordo com o parecer do IPHAN, entre as justificativas para o tombamento da Casa da Flor está o ineditismo criativo, que instiga ao debate sobre os processos de produção cultural.

## Pesquisa e Documentação
A pesquisadora e professora Amélia Zaluar, carinhosamente chamada de Amelinha, promoveu e difundiu o trabalho de Gabriel Joaquim dos Santos. Especialista em Arte Popular Brasileira, Amélia conviveu com o artista por oito anos (1978 - 1985),a convivência resultou em um grande acervo sobre o local, cedido posteriormente para Centro Nacional de Folclore e Cultura Popular em 2015.
Inúmeras obras foram produzidas, entre trabalhos acadêmicos, pesquisas, exposições, clipes, documentários e livros. Sua monografia, inspirada na casa da flor, resultou em um livro sobre o monumento, publicado em 2012 sob o título "Casa da Flor: Tudo Caquinho Transformado em Beleza".
A professora foi a criadora da Sociedade de Amigos da Casa da Flor, transformada depois em Instituto Cultural Casa da Flor. Em 2017 Amélia Zaluar recebeu a “Medalha 400 anos do município de São Pedro da Aldeia”, concedida pela Câmara Municipal, reconhecendo os relevantes serviços prestados à causa pública, em especial na defesa da Casa da Flor. Amélia Zaluar faleceu no dia 20 de janeiro de 2021, não há informações sobre a causa da sua morte.

## Outras produções
Foi protagonista do documentário intitulado "O Fio da Memória (1991)", de Eduardo Coutinho, que foi realizado, sob encomenda, por ocasião do centenário da abolição da escravidão no Brasil, completado em 1988. O filme faz um mosaico sobre a experiência negra no Brasil a partir da figura de Gabriel Joaquim dos Santos. O cineasta gravou o documentário entremeando as memórias de Gabriel Joaquim dos Santos com cenas do cotidiano da população negra, algumas vezes no espaço público, outras vezes relembrando suas histórias de vida. O roteiro, mesmo que não estivesse fechado antes do início da filmagem, sugere uma inspiração nas lembranças do Sr. Gabriel, registradas em seus diários - chamados de cadernos de assentamentos.